# Allium meteoricum
Allium meteoricum — вид рослин з родини амарилісових (Amaryllidaceae); ендемік Греції.

## Опис
Розмір цибулини 10–14 × 8–12 мм; її зовнішня оболонка чорнувато-коричнева. Стеблина заввишки 10–25 см, у діаметрі 1–1.2 мм, вкрита листовими піхвами на 1/2. Листків 3–4, завдовжки до 12 см. Довжина квітоніжки 6–15 мм. Листочки оцвітини завдовжки 6–7.5 мм, пурпурувато-рожеві, серединна жилка пурпурувата, верхівка округла. Тичинкова нитка біла. Колір пиляка жовтий. Колір зав'язі зелений. Коробочка субкуляста, завдовжки 3–3.5 мм. Розмір насіння 2.2–2.5 × 1.9–2.0 мм. 2n = 16.

## Поширення
Ендемік північної і центральної Греції.